# Cerynia bilineata
Cerynia bilineata är en insektsart som beskrevs av Ossiannilsson 1940. Cerynia bilineata ingår i släktet Cerynia och familjen Flatidae. Inga underarter finns listade i Catalogue of Life.